# Zeman (přírodní památka)
Rybník Zeman je přírodní památka u Křenových Dvorů poblíž Nadějkova v okrese Tábor v Jihočeském kraji. Nachází se ve Vlašimské pahorkatině a leží v nadmořské výšce 636–638 metrů jeden kilometr západně od Starcovy Lhoty a čtyři kilometry jihovýchodně od Nadějkova. Je součástí přírodního parku Jistebnická vrchovina.
Jeho průměrná hloubka činí 0,6 m, nejhlubší bod měří 1,5 m, celková plocha zaujímá 0,74 ha a proto jde tedy o poměrně malý a mělký rybník. Na březích rybníka se nacházejí území, které zahrnují tzv. ochranné pásmo. Součástí ochrany je rybník a jeho břehy. Přírodní památka se nachází uprostřed zemědělsky využívaných ploch. Tyto pozemky se převážně používají jako pastviny. Území je chráněno pro výskyt rostlinných druhů třtiny nachové zprohýbané a kosatce sibiřského.

## Historie
Území bylo jako přírodní památka vyhlášeno 8. listopadu 1993 Okresním úřadem Tábor. Plán péče se daří stále dodržovat.
Nejstarší dochované údaje pochází z roku 1836, ovšem nemůžeme předpokládat, že v tomto období byl rybník vytvořen. Rybník byl vytvořen za účelem rybníkářství. Tyto vlastnosti i nadále plní ovšem za předpokladu, že veškeré zásahy jsou v souladu s ochranou a zachováním zdejších druhů.
Dosavadní vývoj druhů je zcela závislý na množství srážek a rybničním hospodaření. V letech 2005 - 2009 došlo k masivnímu rozšíření litorálního porostu přesličky poříční a hrozilo, že dojde k poklesu výskytu některých cenných či zvláště chráněných druhů. V roce 2012 došlo k opačnému extrému. Rybniční koryto, které bylo téměř vyplněné vodou, znemožňovalo rozšiřování zvláště chráněných druhů. V roce 2008 došlo k ruderalizaci vodní hráze, jež způsobilo úbytek některých původních rostlinných druhů.

## Geologie
Podloží rybníka je tvořeno písčito-hlinitým až hlinito-písčitým sedimentem a smíšeným sedimentem - typ hornin: sediment nezpevněný. V blízkém okolí se nachází žilný granit - typ hornin: magmatit žilný, mineralogické složení: biotit, muskovit biotit a turmalín.Převládá zde typ půdy - glej.

## Hydrologie
Součástí rybníka Zeman nemá žádný přítok, je tedy zcela závislý na srážkové vodě. Jako odtok rybníka slouží občasný tok v podobě strouhy, která vede vodu do Petříkovického potoka. Ten se vlévá do rybníka Pilař, z něhož vytéká stále Petříkovickým potokem do Petříkovic, kde se potok spojí s řekou Smutná. Řeka Smutná dále teče do rybníka Chobot v městysi Sepekov. Odtud pak proudí až do Bechyně, kde se vlévá do Lužnice.

## Přírodní poměry

### Flóra
Kolem rybníka jsou porosty listnatých dřevin, převážně topolu osiky (Populus tremula), olše lepkavé (Alnus glutinosa), vrby křehké (Salix fragilis), vrby popelavé (S. cinerea) a dubem letním (Quercus robur). Rybník je z velké části zarostlý porostem přesličky poříční (Equisetum fluviatile), orobince širokolistého (Typha latifolia), puškvorce obecného (Acorus calamus) a rákose obecného (Phragmites australis), který pokrývá asi 40 % plochy. Procentuální zastoupení těchto druhů se mění v závislosti na úhrnu srážek v jednotlivém roku.

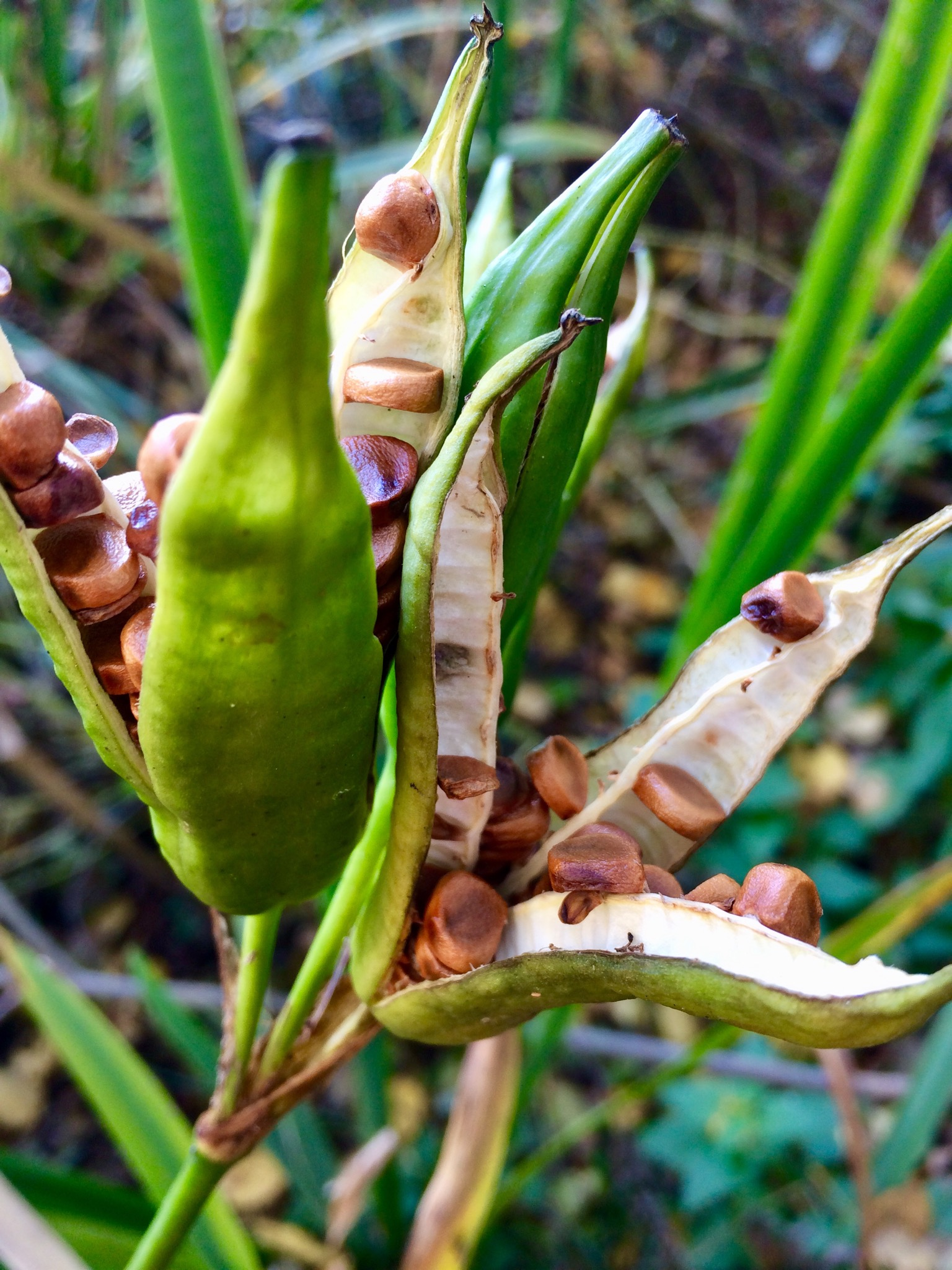
Tobolka se semeny kosatce žlutého

Mezi další druhy, hojně se vyskytující v těsné blízkosti rybníka, patří ostřice zobánkatá (Carex rostrata), ostřice štíhlá (Carex acuta), ostřice měchýřkatá (Carex vesicaria), zdravínek jarní (Odontites vernus), kozlík lékařský (Valeriana officinalis), bezkolenec modrý (Molinia caerulea), pomněnka trsnatá (Myosotis caespitosa), karbinec evropský (Lycopus europaeus), šišák vroubkovaný (Scutellaria galericulata) a bublinatka jižní (Utricularia australis). 
Nejvýznamnějším porostem je litorální porost třtiny nachové zprohýbané (Calamagrostis purpurea subsp. phragmitoides), která je předmětem ochrany jako kriticky ohrožený druh. Na tomto území celkově zabírá plochu o rozloze 50m2. Dalším vzácným druhem je kosatec sibiřský (Iris sibirica) vyskytující se zde pouze v jednom trsu a je proto kladen velký důraz na jeho udržení.

### Fauna

#### Bezobratlí
Toto území je charakteristické výskytem dvoukřídlých druhů, např. mouchy (Morellia simplex), šidélko kopovité (Coenagrion hastulatum), šídlatka tmavá (Lestes dryas) a v řádech desítek jedinců některé druhy brouků např. mandelinka dvacetitečná (Chrysomela vigintipunctata) a acidofilní potápník (Graphoderus zonatus), který zde byl v roce 2018 odchycen v živochytných pastech. Nejvýznamnější jsou nálezy dvou mokřadních střevlíků (Chlaenius nigricornis) a (Harpalus progrediens).
Nalezeny byli i druhy dvou vzácnějších měkkýšů: lištovka lesklá (Segmentina nitida) a okrouhlice rybničná (Musculium lacustre).

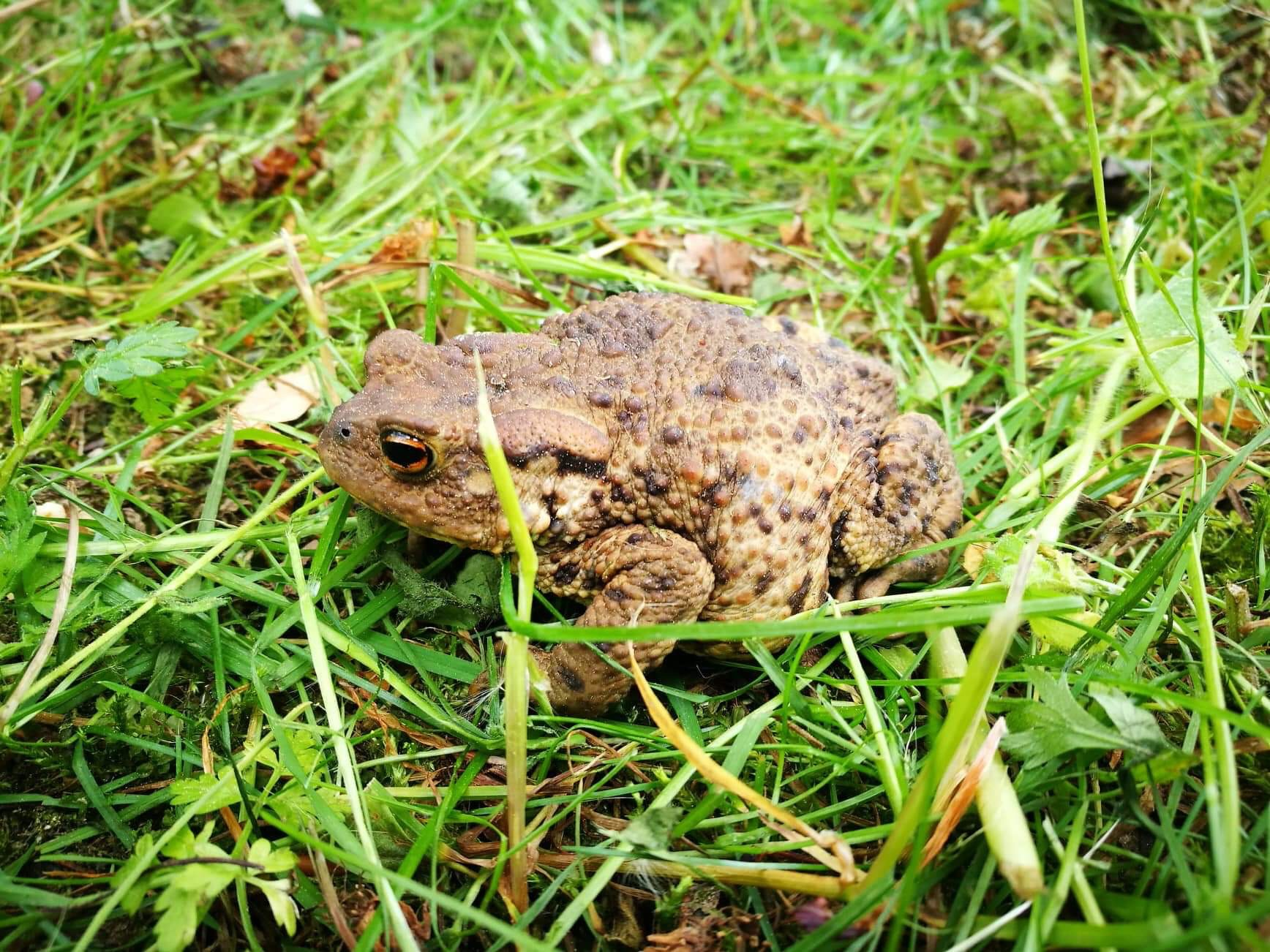
Ropucha obecná

#### Obojživelníci a plazi
Na území rybníka Zeman žijí druhy druhy čolků, čolek obecný (Lissotriton vulgaris) a čolek velký (Triturus cristatus). Mezi další obojživelníky, vyskytující se na tomto území patří blatnice skvrnitá (Pelobates fuscus), Ropucha obecná (Bufo bufo), rosnička zelená (Hyla arborea), skokan ostronosý (Rana arvalis) a skokan zelený (Pelophylax lessonnae). Dále se zde vyskytují 2 druhy plazů, užovka obojková (Natrix natrix) a slepýš křehký (Anguis fragilis), který se spíše pohybuje v ochranném pásmu rybníka.

#### Ptáci
Kolem rybníka a v přilehlých stromových porostech se vyskytují tyto druhy ptáků: linduška lesní (Anthus trivialis), bramborníček hnědý (Saxicola ruberta), dlask tlustozobý (Coccothraustes coccothraustes), budníček menší (Phylloscopus collybita), střízlík obecný (Troglodytes troglodytes), červenka obecná (Erithacus rubecula), pěnice pokřovní (Sylvia curruca), pěnice černohlavá (Sylvia atricapilla), sýkora modřinka (Cyanistes caeruleus), sýkora koňadra (Parus major), mlynařík dlouhoocasý (Aegithalos caudatus), lejsek šedý (Muscicapa striata), rehek domácí (Phoenicurus ochruros), čížek lesní (Spinus spinus), zvonek zelený (Chloris chloris), pěnkava obecná (Fringilla coelebs), kos černý (Turdus merula), drozd zpěvný (Turdus philomelos) a strakapoud velký (Dendrocopos major).

## Ochrana
Nejdůležitějším cílem ochrany je zachování diverzity cenných druhů rostlin a živočichů. Toho by se mělo docílit uváženým rybničním hospodařením spojeným s vhodnou volbou obsádky, přičemž se jako nejvhodnější druh ryby v této lokalitě považuje lín, rybolovem a sledováním současného ústupu porostů přesličky, orobince a dalších litorálů. Největší zárost rybníka byl zaznamenán v roce 2012. (Podle dohledaných leteckých snímků lze odvodit, že v roce 2006 byl zárost pozorovatelně větší.) V současné době je rozsah litorálů příznivý, přesto je velmi důležité danou lokalitu neustále monitorovat, aby se předešlo degradaci tohoto unikátního ekosystému. Problém by také mohl nastat při dlouhodobém suchu doprovázeným ústupem hladiny vody.
V současnosti je rybník v dobrém stavu a proto je velmi pravděpodobné, že nedojde k narušení vhodného prostředí pro výskyt vzácných druhů.

### Ochranářské zásahy

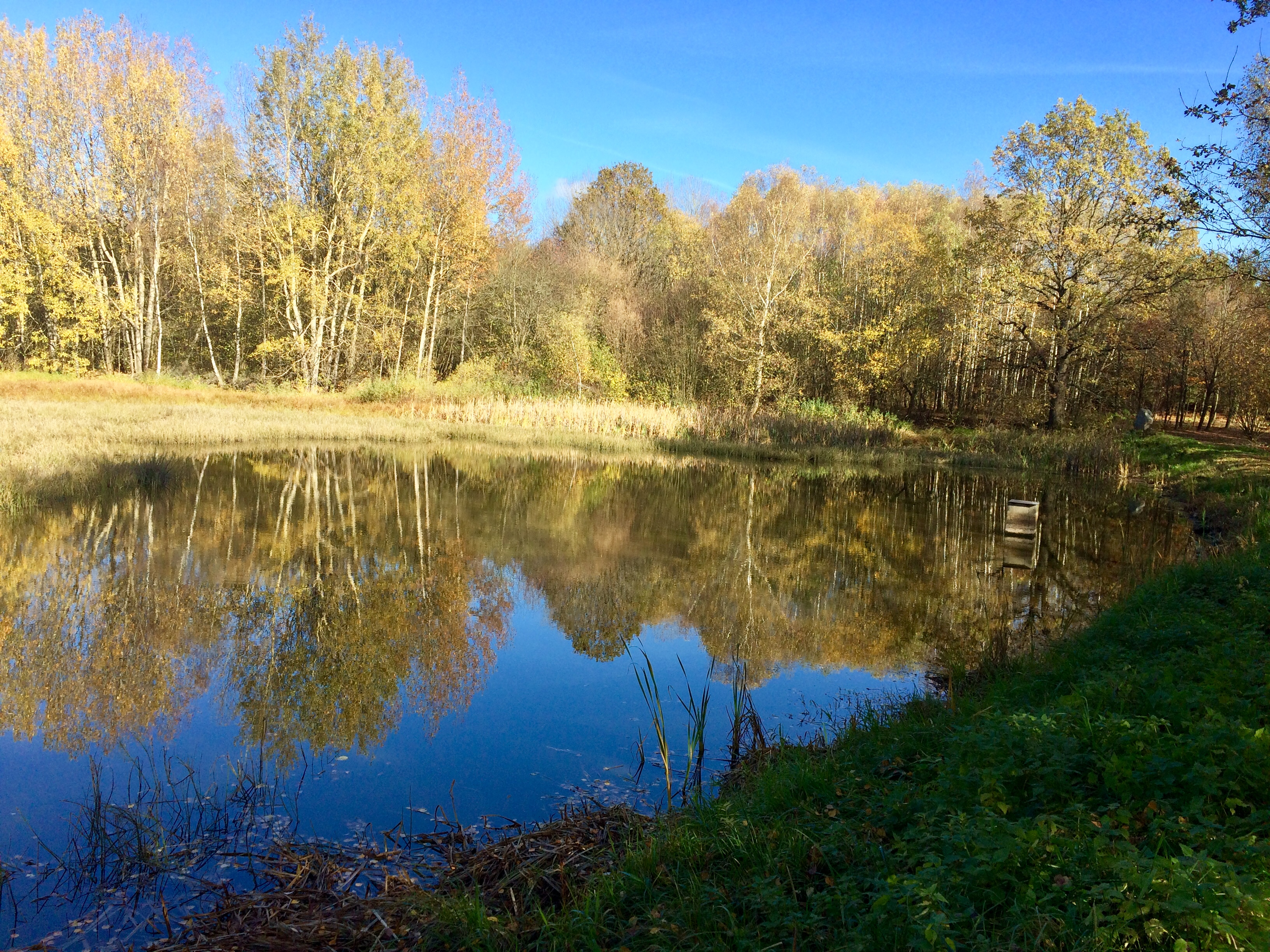
Pohled na rybník z hráze

Dříve byla luční hráz ruderalizována nánosem sedimentu a proto je potřeba snižovat ruderální druhy občasným kosením (nejméně dvakrát ročně). Velmi špatný vliv na diverzitu druhů by měly pravidelné výlovy rybníka. Podle plánu péče je ideální provádět výlov jednou za 4–10 let a to pouze v podzimním období. Použití páleného vápna (oxid vápenatý) na hygienizaci dna je povoleno pouze ze závažných důvodů jako např. rozšíření ektoparazitů, závažné a prokázané onemocnění, které by mohlo ohrozit kvantitu druhů atd.
K ruderalizaci vodní hráze, při pokusu o vybagrování sedimentu z rybníka, došlo v roce 2008. Necitlivé odbahnění vedlo převážně k úbytku některých druhů rostlin, typických právě pro tento biotop. Toto území je součástí honitby, myslivost však nijak území neovlivňuje. V okolí jsou pozemky využívány převážně jako pastva, není tedy možnost, že dojde k eutrofizaci rybníka. V posledních letech je rybník obhospodařován v souladu s požadavky ochrany přírody.

## Turismus

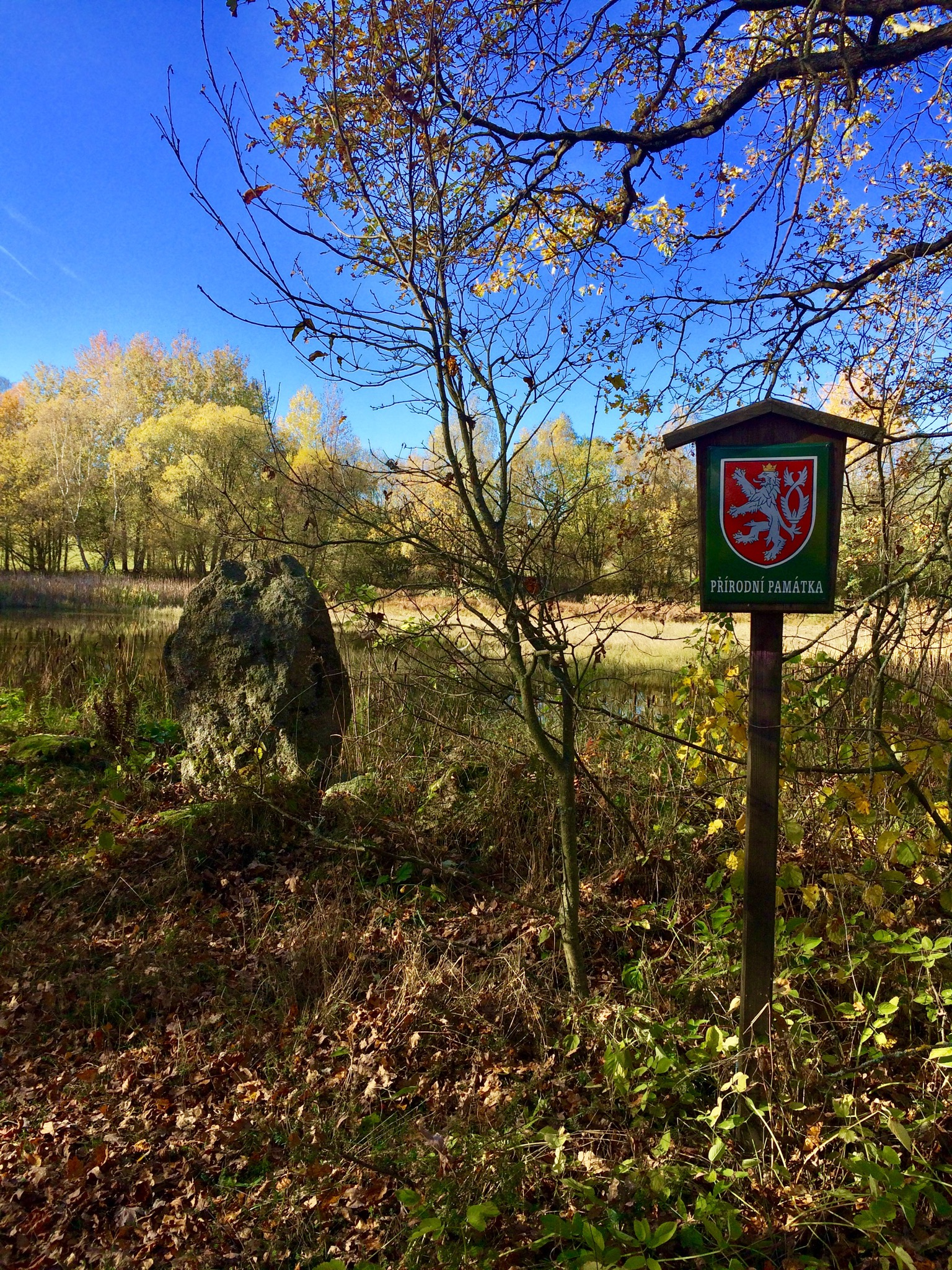
Cedule označující PP Zeman, kamenný menhir

Podél západního břehu rybníka vede po místní komunikaci žlutě značená turistická trasa z Nadějkova přes Pohořelice a Ounuz do Sedlce-Prčice. Rybník Zeman je vzdálen zhruba 250 m severním směrem od trasy cyklostezky č. 1059. Nejbližší autobusovou zastávkou je Nadějkov, Křenovy Dvory.
Rybník není využívaný k rekreaci. Přímo k rybníku Zeman se lze dostat automobilem směr Pohořelice, popř. pěší stezkou z osady Křenovy Dvory. Zcela průchodná je pouze hráz, která spojuje pěší stezku se silnicí. Památka je volně přístupná s podmínkou respektování práv vlastníka. Vhodnou dobou pro navštívení lokality je jarní období, kdy je zde největší výskyt živočichů a většina rostlin v květu.